# Carlo Giuffré
Carlo Giuffré (Napoli, 3 dicembre 1928 – Roma, 1º novembre 2018) è stato un attore e regista teatrale italiano, noto al grande pubblico anche per il suo sodalizio artistico con il fratello Aldo.

## Biografia

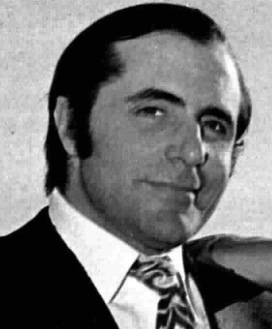
Carlo Giuffrè nel 1971

Fratello minore di Aldo, consegue il diploma all'Accademia nazionale d'arte drammatica iniziando a lavorare con il fratello in teatro nel 1947. Due anni dopo la coppia debutta con Eduardo De Filippo, interpretando la maggior parte delle commedie napoletane del grande autore, grazie alle quali il giovane Carlo manifesta le sue doti di attore dalla vocazione comica e grottesca.
Nel 1963 entra nella compagnia dei Giovani, lavorando con Giorgio De Lullo, Rossella Falk, Romolo Valli e Elsa Albani, con cui reciterà per otto stagioni consecutive tra l'altro in Sei personaggi in cerca d'autore di Pirandello, Tre sorelle di Čechov, Egmont di Goethe. In seguito approda col il fratello Aldo al repertorio di Eduardo mettendo in scena, anche come regista, commedie come Le voci di dentro, Napoli milionaria!, Non ti pago e la celeberrima Natale in casa Cupiello.
Numerose le sue interpretazioni cinematografiche e nelle fiction televisive, tra cui si ricordano Tom Jones (1960) e I Giacobini (1962), diretto da Edmo Fenoglio. È uno dei volti più caratteristici dell'ultima fase dalla commedia all'italiana, regalando al genere personaggi come Vincenzo Macaluso di La ragazza con la pistola (1968), Silver Boy di Basta guardarla (1970), il marito di La signora è stata violentata! (1973) e l'amante di La signora gioca bene a scopa? (1974). Nel 1971 conduce la XXI edizione del Festival di Sanremo. Nel 1989 affianca Stefania Sandrelli nel film televisivo La moglie ingenua e il marito malato.
Nel 2007, in occasione della consegna del tributo alla carriera assegnatogli dal "premio ETI - Gli olimpici del teatro", è stato insignito del titolo di Grande Ufficiale dal presidente della Repubblica Napolitano e porta in scena un altro grande classico del teatro di Eduardo, Il sindaco del rione Sanità. Successivamente ha interpretato in teatro I casi sono due di Armando Curcio e quindi Questi fantasmi!, ancora di Eduardo.
Era suocero di Miss Italia 1997, Claudia Trieste, moglie di suo figlio Vincenzo nel 2010. Muore, colto da malore improvviso, a Roma il 1º novembre 2018 a 89 anni. Il suo corpo è stato cremato e le ceneri sono custodite dai familiari.

## Filmografia

### Cinema

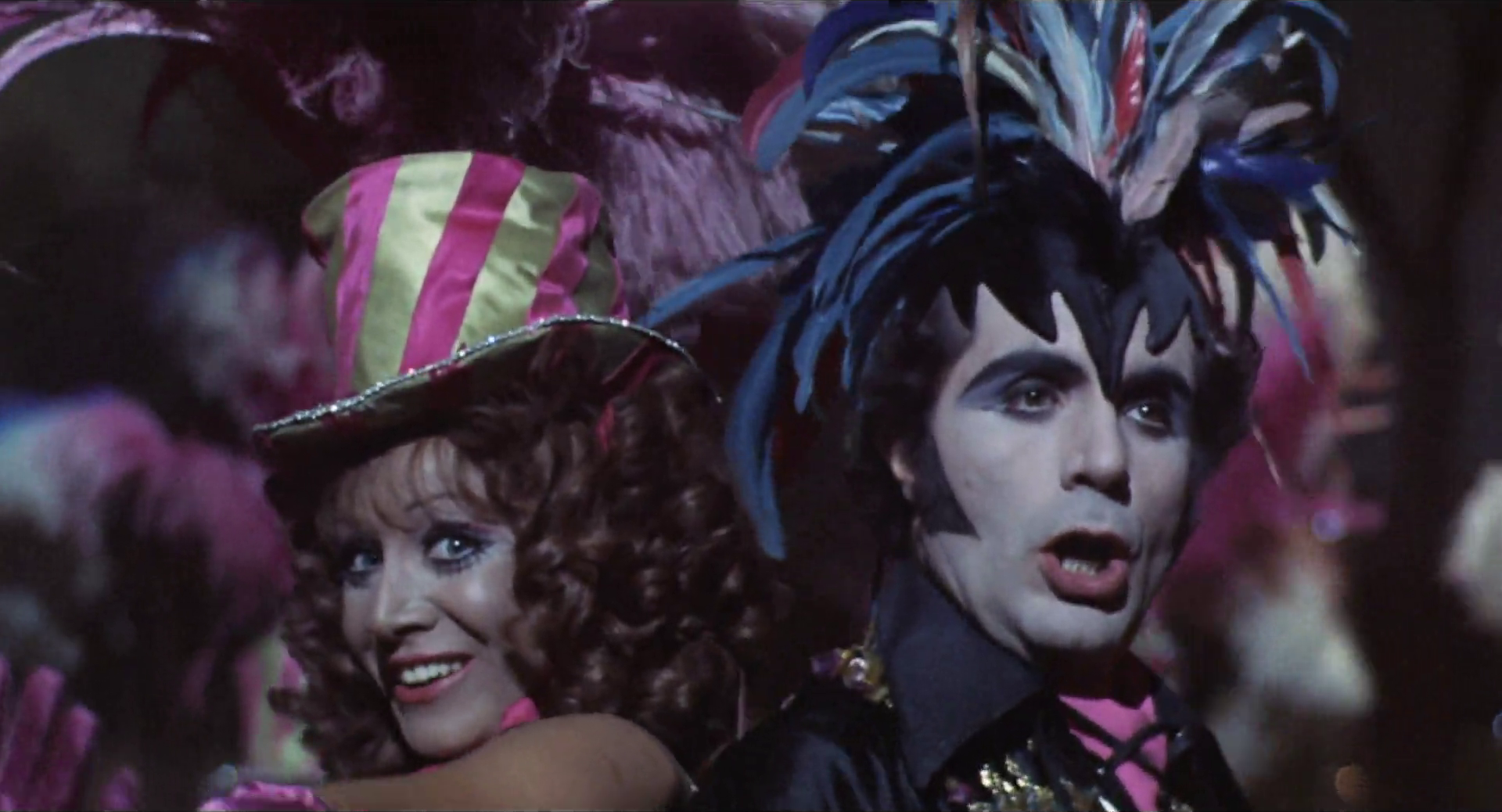
Maria Grazia Buccella e Carlo Giuffré nel film Basta guardarla (1970) di Luciano Salce

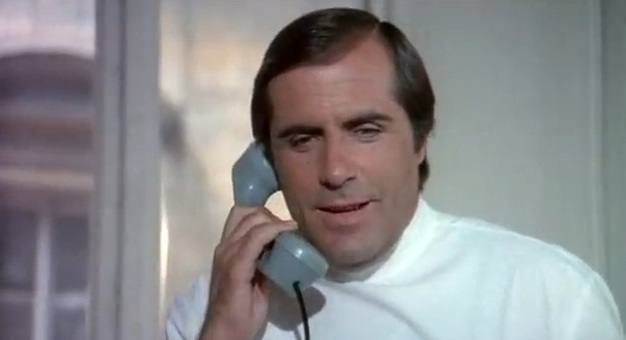
Carlo Giuffrè ne Il trafficone (1974) di Bruno Corbucci

- Napoli milionaria, regia di Eduardo De Filippo (1950)
- Milano miliardaria, regia di Marino Girolami, Marcello Marchesi e Vittorio Metz (1951)
- Il padrone del vapore, regia di Mario Mattoli (1951)
- La macchina ammazzacattivi, regia di Roberto Rossellini (1952)
- Inganno, regia di Guido Brignone (1952)
- La domenica della buona gente, regia di Anton Giulio Majano (1953) – non accreditato
- ...e Napoli canta!, regia di Armando Grottini (1953)
- Napoli terra d'amore, regia di Camillo Mastrocinque (1954)
- Cantate con noi, regia di Roberto Bianchi Montero (1955)
- Cantami "Buongiorno tristezza", regia di Giorgio Pàstina (1955)
- Quando tramonta il sole, regia di Guido Brignone (1956)
- Il ferroviere, regia di Pietro Germi (1956)
- Presentimento, regia di Armando Fizzarotti (1956)
- Belle ma povere, regia di Dino Risi (1957)
- Onore e sangue, regia di Luigi Capuano (1957)
- La sposa, regia di Edmondo Lozzi (1958)
- Arrivederci Roma, regia di Roy Rowland (1958)
- Primo amore, regia di Mario Camerini (1959)
- Arriva la banda, regia di Tanio Boccia (1959)
- Ciao, ciao bambina! (Piove), regia di Sergio Grieco (1959)
- Le cameriere, regia di Carlo Ludovico Bragaglia (1959)
- Lui, lei e il nonno, regia di Anton Giulio Majano (1959)
- Caterina Sforza, la leonessa di Romagna, regia di Giorgio Walter Chili (1959)
- La duchessa di Santa Lucia, regia di Roberto Bianchi Montero (1959)
- La cento chilometri, regia di Giulio Petroni (1959)
- La contessa azzurra, regia di Claudio Gora (1960)
- Vacanze in Argentina, regia di Guido Leoni (1960)
- Il corazziere, regia di Camillo Mastrocinque (1960)
- Le ambiziose, regia di Antonio Amendola (1961)
- Don Camillo monsignore... ma non troppo, regia di Carmine Gallone (1961) – non accreditato
- I briganti italiani, regia di Mario Camerini (1961)
- Madame Sans-Gêne, regia di Christian-Jaque (1961)
- Leoni al sole, regia di Vittorio Caprioli (1961)
- La bellezza di Ippolita, regia di Giancarlo Zagni (1962)
- Adultero lui, adultera lei, regia di Raffaello Matarazzo (1963)
- Scandali... nudi, regia di Enzo Di Gianni (1963)
- Amore in 4 dimensioni, regia di Massimo Mida, episodio Amore e alfabeto (1964)
- Bianco, rosso, giallo, rosa, regia di Massimo Mida (1964)
- Letti sbagliati, regia di Steno, episodio Quel porco di Maurizio (1965)
- Con rispetto parlando, regia di Marcello Ciorciolini (1965)
- I soldi, regia di Gianni Puccini (1965)
- Le sedicenni, regia di Luigi Petrini (1965)
- Trappola per sette spie, regia di Mario Amendola (1966)
- American Secret Service, regia di Enzo Di Gianni (1968)
- La ragazza con la pistola, regia di Mario Monicelli (1968)
- Il trapianto, regia di Steno (1970)
- Ninì Tirabusciò, la donna che inventò la mossa, regia di Marcello Fondato (1970)
- Basta guardarla, regia di Luciano Salce (1970)
- Cose di Cosa Nostra, regia di Steno (1971)
- Mazzabubù... Quante corna stanno quaggiù?, regia di Mariano Laurenti (1971)
- Per amore o per forza, regia di Massimo Franciosa (1971)
- Noi donne siamo fatte così, regia di Dino Risi, episodio Il mondo cammina (1971)
- Le inibizioni del dottor Gaudenzi, vedovo, col complesso della buonanima, regia di Giovanni Grimaldi (1971)
- Perché mamma ti manda solo?, regia di Renato Balducci (1972)
- Bella, ricca, lieve difetto fisico, cerca anima gemella, regia di Nando Cicero (1973)
- La vedova inconsolabile ringrazia quanti la consolarono, regia di Mariano Laurenti (1973)
- La signora è stata violentata!, regia di Vittorio Sindoni (1973)
- La signora gioca bene a scopa?, regia di Giuliano Carnimeo (1974)
- Commissariato di notturna, regia di Guido Leoni (1974)
- Il trafficone, regia di Bruno Corbucci (1974)
- La supplente, regia di Guido Leoni (1975)
- Lezioni private, regia di Vittorio De Sisti (1975)
- Quel movimento che mi piace tanto, regia di Franco Rossetti (1976)
- Lezioni di violoncello con toccata e fuga, regia di Davide Montemurri (1976)
- Scandalo in famiglia, regia di Marcello Andrei (1976)
- La ragazza alla pari, regia di Mino Guerrini (1976)
- Le seminariste, regia di Guido Leoni (1976)
- Maschio latino... cercasi, regia di Giovanni Narzisi, episodio Scambio made in Germany (1977)
- La signora ha fatto il pieno, regia di Juan Bosch (1977)
- Voglia di donna, regia di Franco Bottari (1978)
- La vedova del trullo, regia di Franco Bottari (1979)
- Tre sotto il lenzuolo, regia di Michele Massimo Tarantini (1979)
- Riavanti... Marsch!, regia di Luciano Salce (1979)
- Rag. Arturo De Fanti, bancario precario, regia di Luciano Salce (1980)
- La cameriera seduce i villeggianti, regia di Aldo Grimaldi (1980)
- La pelle, regia di Liliana Cavani (1981)
- I figli... so' pezzi 'e core, regia di Alfonso Brescia (1981)
- Core mio, regia di Stefano Calanchi (1982)
- Son contento, regia di Maurizio Ponzi (1983)
- Desiderio, regia di Anna Maria Tatò (1983)
- Tre colonne in cronaca, regia di Carlo Vanzina (1990)
- Pinocchio, regia di Roberto Benigni (2002)
- Se mi lasci non vale, regia di Vincenzo Salemme (2016)

### Televisione
- L'alfiere, regia di Anton Giulio Majano – miniserie TV, 4 episodi (1956)
- Tom Jones, regia di Eros Macchi – miniserie TV, 3 episodi (1960)
- La coda della volpe di Alfio Berretta e Vittorio Tocci, regia di Enrico Colosimo, trasmessa sul Programma Nazionale il 19 agosto 1960.
- La trincea, regia di Vittorio Cottafavi – miniserie TV (1961)
- Giorni di sete di Carlo Tritto, regia di Leonardo Cortese, trasmessa il 16 giugno 1961.
- Racconti napoletani di Giuseppe Marotta – miniserie TV, 3 episodi (1962)
- I Giacobini, regia di Edmo Fenoglio – miniserie TV, 3 episodi (1962)
- Annella di Porta Capuana – film TV (1963)
- Prima di cena – film TV (1963)
- Bene mio e core mio – film TV (1964)
- Caviale e lenticchie – commedia TV (1965)
- Sei personaggi in cerca d'autore – film TV (1965)
- Le avventure di Laura Storm – serie TV, 1 episodio (1966)
- Il Leone di San Marco, regia di Alda Grimaldi – miniserie TV, 3 episodi (1969)
- Il giuoco delle parti, regia di Giorgio De Lullo  (1970)
- L'amica delle mogli – film TV (1970)
- Il seduttore di Diego Fabbri, regia di Flaminio Bollini – film TV (1971)
- Giallo di sera – miniserie TV, 6 episodi (1971)
- L'amico delle donne, regia di Davide Montemurri – film TV (1975)
- L'eredità della priora, regia di Anton Giulio Majano – miniserie TV, 6 episodi (1980)
- Great Performances – programma televisivo, 1 episodio (1983)
- Melodramma – miniserie TV, 3 episodi (1984)
- L'ombra nera del Vesuvio, regia di Steno – miniserie TV, 4 episodi (1987)
- La moglie ingenua e il marito malato, regia di Mario Monicelli – film TV (1989)
- Pronto soccorso, regia di Francesco Massaro – miniserie TV (1990)
- Gino Bartali - L'intramontabile, regia di Alberto Negrin – miniserie TV (2006)

Carlo Giuffré ha inoltre partecipato come attore ad alcune edizioni della rubrica pubblicitaria televisiva Carosello, pubblicizzando:
- nel 1957, con Franco Coop e Flora Lillo, la brillantina Linetti
- tra il 1963 e il 1967, con Silvio Bagolini, Mario Maranzana, Vittorio Congia e Antonella Della Porta, l'amaro Cynar e il liquore Vov, delle Grandi Marche Associate
- tra il 1964 e il 1969, con molti altri attori, il sapone Camay della Procter & Gamble
- nel 1965 e 1966 il liquore Sambuca Molinari Extra
- dal 1969 al 1972 le confezioni maschili della Marzotto (nel 1971 e 1972 con Luigi Chirizzi)

Radio
Nel febbraio 1972 fu il conduttore dello storico programma d'intrattenimento radiofonico del mattino "Voi ed Io" tutti i giorni dal lunedì al sabato dalle 9,15 alle 11,30 per un mese intero sul Programma Nazionale Radiorai esperienza ripetuta nel gennaio 1976 dalle 9 alle 11 su Radiouno Radiorai (nuova denominazione dell'ex Programma Nazionale dopo la riforma del sistema radiotelevisivo avvenuta nel 1975).

## Teatro

Nella compagnia del teatro comico musicale di Roma (1952); in piedi (da sinistra): Nino Manfredi, Renato Turi, Elio Pandolfi, Silvio Noto, Clely Fiamma, Italo Carelli, Carlo Giuffrè; seduti: Deddi Savagnone, Wanda Tettoni, Silvio Gigli, Antonella Steni e Giusi Raspani Dandolo

- Cecè di Luigi Pirandello, regia di Andrea Camilleri, con Carlo Giuffré, Olga Karlatos, Franco Scandurra. (Digitalizzato in DVD nel 2008: A teatro con Pirandello. Tutti i capolavori in DVD Vol. 19) (1978)
- La fortuna con l'Effe maiuscola di Eduardo De Filippo, regia televisiva Annalisa Buttò, regia di Carlo Giuffré, Aldo Giuffré, Nuccia Fumo, Anna D'onofrio.
- Napoli milionaria! di Eduardo De Filippo, regia di Giuseppe Patroni Griffi, Teatro Nazionale di Roma, 18 maggio 1993.
- Miseria e nobiltà di Eduardo Scarpetta, regia di Carlo Giuffré, con Nello Mascia (2002-2003)
- O miedeco d'e pazze di Eduardo Scarpetta, regia di Carlo Giuffré (2004-2007)
- Il sindaco del rione Sanità di Eduardo De Filippo, regia di Carlo Giuffré (2008-2009)
- I casi sono due di Armando Curcio, regia di Carlo Giuffré, con Angela Pagano (2009-2010)
- Questi fantasmi! di Eduardo De Filippo, regia di Carlo Giuffré (2011-2012)
- La lista di Schindler, regia di Francesco Giuffré (2014-2015)

## Prosa radiofonica Rai
- Gli alunni del sole di Giuseppe Marotta, regia di Marco Visconti, trasmessa il 3 settembre 1954.
- Procellaria, commedia di Cesare Giulio Viola, regia di Umberto Benedetto, trasmessa il 12 dicembre 1955.
- Piccoli borghesi, dramma di Massimo Gorkij, regia di Flaminio Bollini, trasmessa il 1 luglio 1962.

## Doppiaggio
- Aldo Giuffré in Racconti romani, I magliari
- Danny Aiello in C'era una volta in America
- Antonio Cifariello in Pane, amore e...
- Philippe Noiret in Il comune senso del pudore
- Fabio Testi ne Il carabiniere
- Gian Maria Volonté in Ercole alla conquista di Atlantide

## Doppiatori italiani
- Sergio Fantoni in Belle ma povere
- Pino Locchi in Primo amore
- Bruno Persa in Don Camillo monsignore... ma non troppo
- Cesare Barbetti in I briganti italiani
- Mico Cundari in Scandali nudi
- Sergio Fiorentini in Voglia di donna

## Riconoscimenti
- David di Donatello
  - 1984 – Miglior attore non protagonista per Son contento

- Premio Flaiano sezione teatro[5]
  - 2001 – Premio alla carriera